# Trappola chimica
In chimica, si definisce trappola chimica un composto chimico che viene utilizzato per rivelare una certa molecola quando:
- la concentrazione di questa molecola è molto piccola e inferiore al limite di rivelabilità;
- la molecola è molto reattiva (per esempio ciclobutadiene) e non è possibile isolarla o rivelarla tramite metodi spettroscopici;
- la molecola è un enantiomero presente in un racemo.

Sfruttando il prodotto di reazione fra la trappola chimica e la molecola in questione è possibile:
- quantificare l'ammontare;
- provare l'esistenza della molecola.